# Alain Guellec
Alain Jean Louis Guellec (ur. 16 stycznia 1961 w Saint-Guénolé) – francuski duchowny katolicki, biskup pomocniczy Montpellier w latach 2019–2022, biskup Montauban od 2023.

## Życiorys
Święcenia kapłańskie otrzymał 17 czerwca 1990 i został inkardynowany do diecezji Quimper. Pracował głównie jako duszpasterz parafialny oraz jako delegat biskupi (odpowiadał m.in. za formację ogólną, za diakonów stałych oraz za stowarzyszenia wiernych). W latach 2013–2014 oraz 2015–2019 był wikariuszem generalnym diecezji.
17 kwietnia 2019 papież Franciszek mianował go biskupem pomocniczym archidiecezji Montpellier, ze stolicą tytularną Senez. Sakry udzielił mu 7 lipca 2019 arcybiskup Pierre-Marie Carré.
29 października 2022 otrzymał nominację na biskupa diecezjalnego Montauban.